# قصق شمالي
قصق شمالي  قرية سوريّة تتبع إداريّاً لمحافظة حلب منطقة عين العرب ناحية صرين، بلغ تعداد سكانها 513 نسمة حسب التعداد السكاني لعام 2004.